# Soumans
Soumans – miejscowość i gmina we Francji, w regionie Nowa Akwitania, w departamencie Creuse.
Według danych na rok 1990 gminę zamieszkiwało 540 osób, a gęstość zaludnienia wynosiła 15 osób/km² (wśród 747 gmin Limousin Soumans plasuje się na 239. miejscu pod względem liczby ludności, natomiast pod względem powierzchni na miejscu 111.).